# Volkswagen Crafter
Il Volkswagen Crafter è un veicolo commerciale di grandi dimensioni prodotto dal 2006 dalla casa automobilistica tedesca Volkswagen per sostituire il Volkswagen LT.

## Contesto

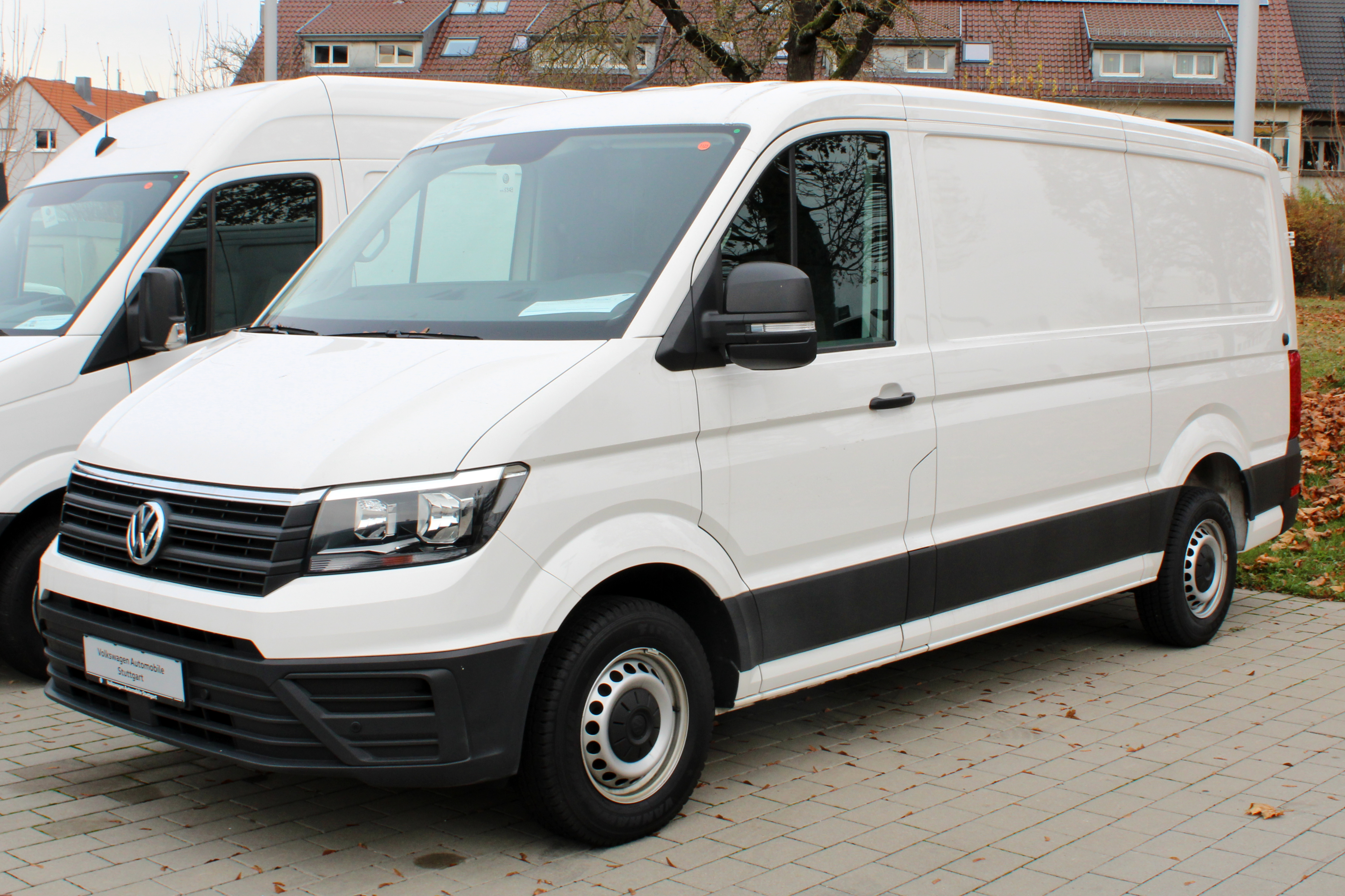
Crafter II

Il Crafter ha sostituito il Volkswagen LT lanciato nel 1975 e prodotto fino al 2006.
La prima generazione del Crafter è costruita sulla base del Mercedes Sprinter di seconda generazione, con cui condivide gran parte dei componenti come il telaio, la meccanica e gli interni, ma differisce da quest'ultimo per la carrozzeria e i propulsori Volkswagen che sono esclusivi per il Crafter. Viene assemblato e costruito negli stabilimenti della Daimler. 
La seconda generazione del Crafter è stata presentata il 1º luglio il 2016, per poi esordire ufficialmente alla stampa il 28 luglio e pubblicamente alla Fiera di Hannover a fine settembre. La seconda generazione viene costruita nello stabilimento in Polonia, ponendo fine alla collaborazione tra Volkswagen e Mercedes-Benz che ha prodotto alla realizzazione sia del LT che dello Sprinter per 20 anni, per far posto alla MAN con la quale viene realizzato sulla stessa base il TGE.
Insieme al MAN eTGE, nel 2022 la Bosch ne ha lanciato una versione completamente elettrica.